# Ledell Eackles
Ledell Eackles (né le 24 novembre 1966 à Bâton-Rouge, Louisiane, Californie) est un ancien joueur professionnel américain de basket-ball ayant notamment évolué en NBA aux postes d'arrière ou d'ailier.
Après avoir passé sa carrière universitaire dans l'équipe des Cowboys du Wyoming, il a été drafté en 36e position par les Bullets de Washington lors de la Draft 1988 de la NBA.